# Peliococcus locustus
Peliococcus locustus är en insektsart som först beskrevs av James 1936.  Peliococcus locustus ingår i släktet Peliococcus och familjen ullsköldlöss.
Artens utbredningsområde är Kenya. Inga underarter finns listade i Catalogue of Life.